# Chicago Hounds
Chicago Hounds Rugby  (en español Sabuesos de Chicago) es un equipo profesional de rugby con sede en la ciudad de Bridgeview, Illinois, Estados Unidos.
El club compite en la Major League Rugby, el principal torneo de rugby de Estados Unidos desde la temporada 2023.
El equipo ejerce su localía en el SeatGeek Stadium.

## Historia
El 17 de noviembre de 2022, Major League Rugby anunció a los Chicago Hounds como la franquicia de expansión más nueva que comenzó a jugar en 2023, luego de la discontinuación de las franquicias MLR en Austin y Los Ángeles.
Los Hounds compiten en la Conferencia Oeste. Su primer juego fue contra Old Glory DC el 18 de febrero de 2023. Los Hounds terminaron su temporada inaugural en el quinto lugar entre los 6 equipos de la Conferencia Oeste y en el noveno lugar entre los 12 equipos de la MLR. De sus tres victorias esa temporada, dos fueron contra los Dallas Jackals en un partido de rivalidad denominado Dog Bowl.